# Grup de Hilda
| Troians de Júpiter  | Grup Hilda                |
| Òrbites de planetes | Cinturó d'asteroides      |
| Sol                 | Objecte proper a la Terra |

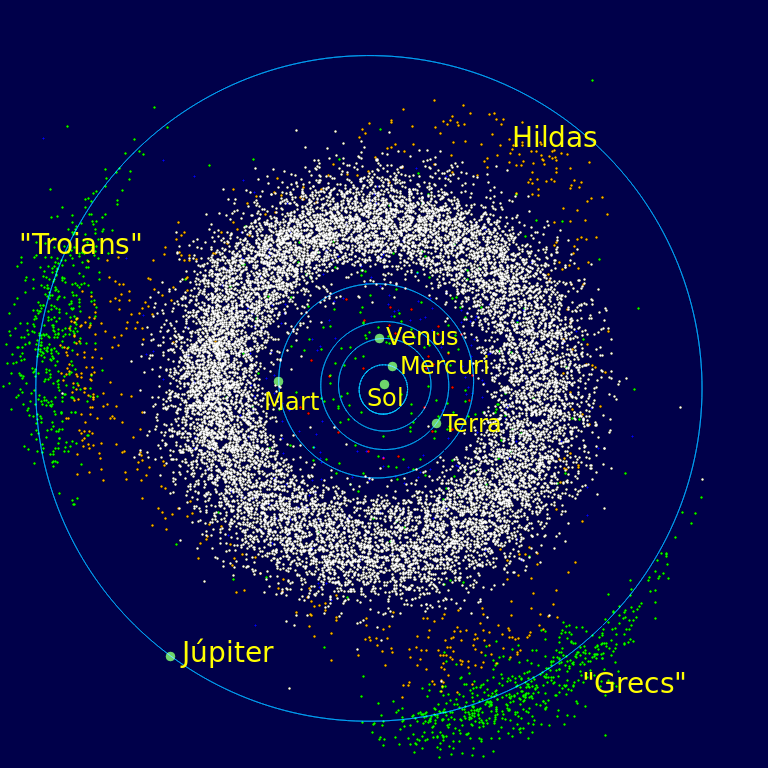
Imatge esquemàtica del cinturó d'asteroides. Es mostra el cinturó principal: El grup de Hilda està localitzat entre el cinturó d'asteroides i l'òrbita de Júpiter.

Els asteroides de Hilda o Hildes són un grup dinàmic d'asteroides en una ressonància orbital 3:2 amb Júpiter (cada dues voltes al sol que faça Júpiter, els Hilda en faran tres).
El líder del grup és l'asteroide (153) Hilda. El grup es mou en òrbites el·líptiques de manera que la seva àpside els posa enfront de Júpiter, o 60 graus per davant o darrere de Júpiter en els punts Lagrange L4 i L5. Al llarg de tres òrbites successives cada asteroide de Hilda s'aproxima a aquests tres punts en seqüència. L'òrbita de Hilda té un semieix major entre 3,7 AU i 4,2 AU (la mitjana en un lapse de temps llarg és de 3,97), una excentricitat inferior a 0,3 i una inclinació inferior a 20 °. Existeixen dues famílies colisionals dins del grup Hilda: la família Hilda i la família Schubart. El líder per a aquesta última família és (1911) Schubart. Hi ha més de 1.100 asteroides de Hilda coneguts, incloent objectes no numerats.
Els colors superficials dels Hildes sovint corresponen al tipus D de baix albedo i al tipus P; No obstant això, una petita porció és de tipus C. Els asteroides de tipus D i P tenen colors superficials i, per tant, també minerals superficials, similars a les dels nuclis cometaris. Això implica que comparteixen un origen comú.

## Dinàmica
Els asteroides del grup de Hilda estan en ressonància orbital de 3:2 amb Júpiter. És a dir, els seus períodes orbitals són 2/3 dels de Júpiter. Es mouen al llarg de les òrbites amb un semieix major de prop de 4,0 AU i valors moderats d'excentricitat (de fins a 0,3) i inclinació (fins a 20°). A diferència dels troians de Júpiter, poden estar a certa distància de Júpiter, evitant aproximacions perilloses.
La formació de tots els asteroides Hilda constitueixen una figura triangular dinàmica amb costats lleugerament convexos i àpexs retallats en els punts de libració triangulars de Júpiter —el "Triangle de Hilda". El "corrent asteroidal" dins dels costats del triangle és d'aproximadament 1 AU d'ample, i en els àpexs aquest valor és 20-40 % major. La Figura 1 mostra les posicions dels asteroides Hilda (en color negre) sobre un fons de tots els asteroides coneguts (en color gris) fins a l'òrbita de Júpiter a l'1 de gener de 2005.
Cadascun dels objectes Hilda es mou al llarg de la seva pròpia òrbita el·líptica. No obstant això, en qualsevol moment els Hildes en formació constitueixen aquesta configuració triangular, i totes les òrbites juntes formen un anell predictible. La Figura 2 il·lustra això amb les posicions dels asteroides Hilda (en color negre) contra un fons de les seves òrbites (en color gris). Per a la majoria d'aquests asteroides, la posició de les seves òrbites pot ser arbitrària, excepte per als situats en l'exterior dels àpexs (objectes prop del afeli) i els situats al mig dels costats (objectes prop del periheli). El Triangle de Hilda ha demostrat ser dinàmicament estable durant un llarg període.

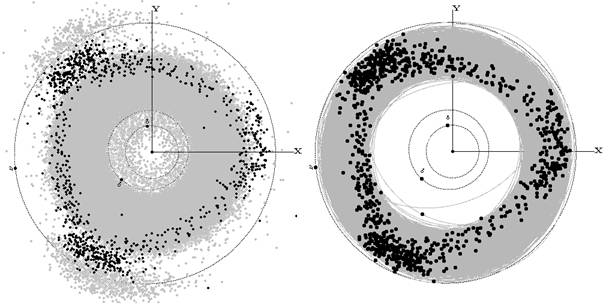
Figura 1: El Triangle de Hilda sobre un fons dels asteroides coneguts fins a l'òrbita de Júpiter.
Figura 2: Les posicions dels asteroides Hilda sobre un fons de les seves òrbites.

El típic asteroide Hilda posseeix un moviment retrògrad del periheli. En mitjana, la velocitat del moviment del periheli és major quan l'excentricitat orbital és menor, mentre que els nodes es mouen més lentament. Aparentment la velocitat de l'afeli de tots els asteroides Hilda els farien acostar-se a Júpiter, la qual cosa podria ser desestabilitzador per a ells, —però la variació dels elements orbitals amb el temps ho impedeix, i les conjuncions amb Júpiter ocorren només prop del periheli. A més, la línia absidal oscil·la prop de la línia de conjunció amb diferent amplitud i un període de 250 anys a 300 anys.

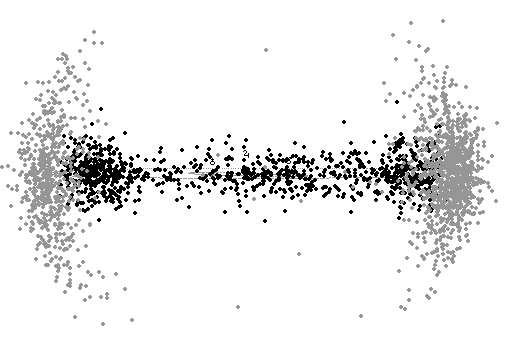
Figura 4. Asteroides Hilda (en color negre) i troians vists des del plànol eclíptic prop de 190º de longitud l'1 de gener de 2005.

A més del fet que el "Triangle de Hilda" gira en sincronia amb Júpiter, la densitat dels asteroides en la trajectòria realitzen ones quasi-periòdiques. A qualsevol moment, la densitat dels objectes en els vèrtexs del triangle és més del doble de la densitat dins dels costats. Els Hildes "descansen" en el seu afeli en els àpexs una mitjana de cinc anys i cinc anys i mig, mentre que es mouen al llarg dels costats més ràpidament, amb una mitjana de dos anys i mig i tres anys. Els períodes orbitals d'aquests asteroides solen durar aproximadament 7,9 anys, o dos terços dels de Júpiter.
Encara que el triangle és gairebé equilàter, existeix certa asimetria. A causa de l'excentricitat de l'òrbita de Júpiter, els punts de Lagrange L4-L5 difereixen lleugerament dels altres punts. Quan Júpiter està en el seu afeli, la velocitat mitjana dels objectes que es mouen al llarg d'aquest costat és alguna cosa menor que la dels objectes que es mouen al llarg dels altres dos costats. Quan Júpiter està en el seu periheli, es produeix el contrari.
En els àpexs del triangle corresponent als punts L4 i L5 de l'òrbita de Júpiter, els asteroides Hilda s'acosten als troians. A la meitat del triangle, estan prop dels asteroides de la part externa del cinturó d'asteroides. La dispersió de velocitats dels asteroides Hilda és més evident que la dels troians a les regions on es creuen. cal assenyalar també que la dispersió dels troians en inclinació és el doble de la dels asteroides Hilda. A causa d'això, un nombre igual a un quart dels troians no poden creuar-se amb els asteroides Hilda, i a tot moment molts troians es troben fora de l'òrbita de Júpiter. Per tant, les regions d'intersecció són limitades. Es pot veure en la Figura 4 que mostra els asteroides Hilda (en color negre) i els troians (en color gris) al llarg del plànol de la eclíptica. Es distingeix la forma esfèrica dels eixams troians.
En moure's al llarg de cada costat del triangle, els asteroides Hilda viatgen més lentament que els troians, trobant-se amb un veïnat més dens d'asteroides del cinturó d'asteroides exterior. Aquí, la dispersió de velocitat és molt menor.

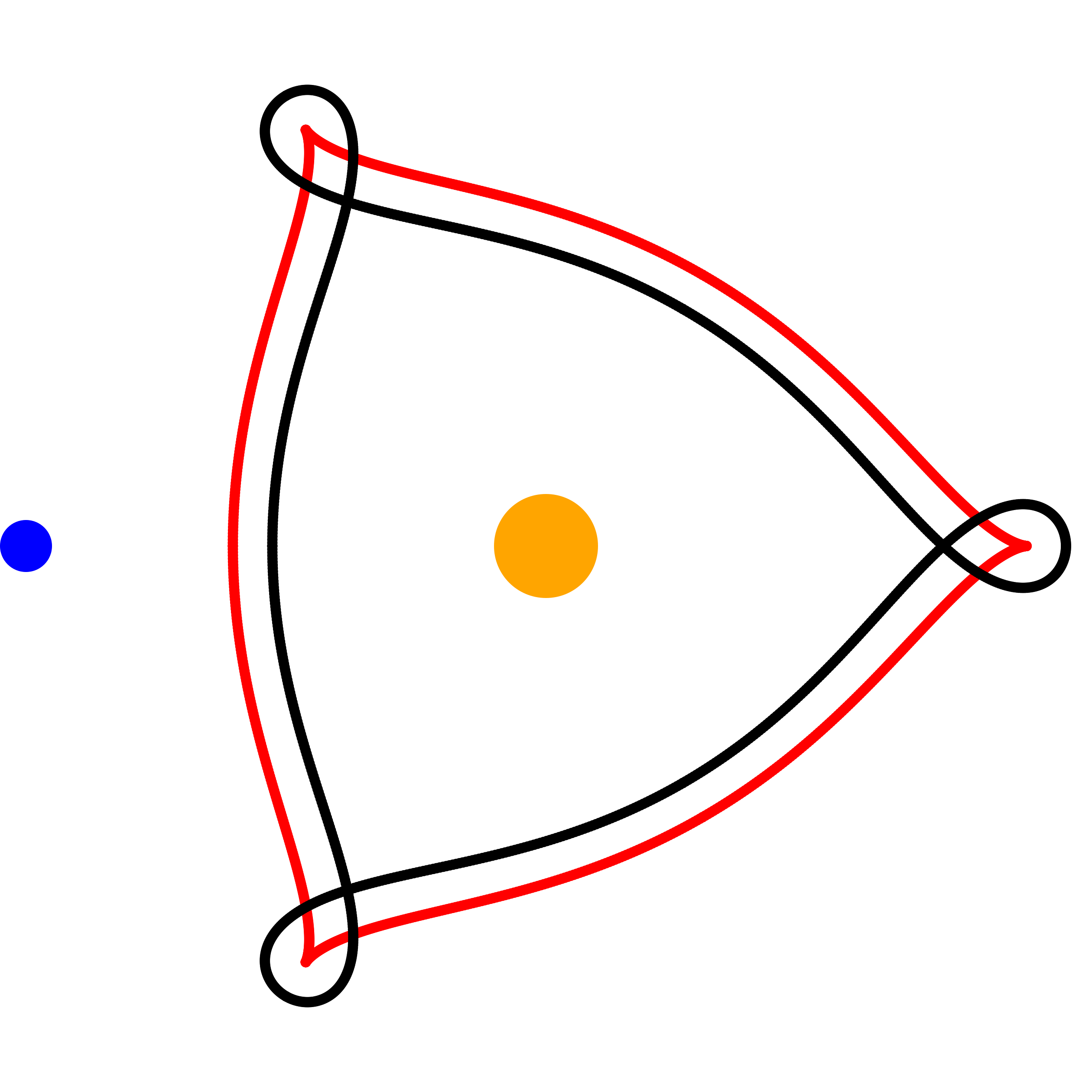
Òrbites de dos asteroides imaginaris de la família Hilda, a la zona giratòria de referència de l'òrbita de Júpiter. Negre: excentricitat 0,310; Aphelio en l'òrbita de Júpiter. Vermell: excentricitat 0,211.

## Recerca
Les peculiaritats observades en el moviment dels asteroides Hilda estan basades en dades preses d'uns pocs centenars d'asteroides coneguts fins avui i segueixen generant encara més preguntes. Es necessiten més observacions per ampliar la llista d'asteroides Hilda. Tals observacions són més ajustades quan la Terra es troba en una posició propera a la conjunció amb els costats mitjans del Triangle de Hilda, situació que es produeix cada quinze setmanes aproximadament. En aquestes circumstàncies, la lluentor dels asteroides podria aconseguir fins a 2,5 magnituds en comparació dels àpexs.
Els asteroides Hildes travessen regions del Sistema Solar des d'aproximadament 2 UA fins a l'òrbita de Júpiter. Això implica una varietat de condicions físiques així com el veïnatge de diversos grups d'asteroides. En algunes observacions posteriors algunes teories dels asteroides Hilda han de tornar a ser revisades.